# Magda Linette
Magda Linette, née le 12 février 1992, est une joueuse de tennis polonaise, professionnelle depuis 2009.

## Biographie

### Jeunesse
Son père Tomasz, professeur de tennis et entraîneur, l'initie au tennis dès l'âge de 6 ans. En 2006, elle devient vice-championne d'Europe des moins de 14 ans.

### Carrière professionnelle
Le 13 avril 2015, elle devient la 9e joueuse de son pays à intégrer le top 100 mondial. Elle a atteint son meilleur classement le 17 février 2020 en atteignant la 33e place mondiale.
Le 15 février 2020, elle remporte son deuxième titre sur le Circuit WTA lors du GSB Thailand Open de Hua Hin en battant la Suissesse Leonie Küng en deux sets (6-3, 6-2).
En octobre 2022, elle atteint la finale du tournoi de Tampico grâce à des victoires sur Bianca Fernandez, la locale Renata Zarazúa, la Belge tête de série numéro une Elise Mertens et une deuxième Canadienne : Rebecca Marino. Elle s'incline pour sa deuxième finale de l'année contre l'Italienne Elisabetta Cocciaretto (6-7, 6-4, 1-6).
Début 2023, elle remporte un premier match à l'Open d'Australie contre l'Egyptienne Mayar Sherif (7-5, 6-1) et élimine au deuxième tour Anett Kontaveit, ex numéro deux mondiale (3-6, 6-3, 6-4). Elle s'impose au troisième tour contre la Russe Ekaterina Alexandrova (6-3, 6-4) pour réaliser la meilleure performance de sa carrière en Grand Chelem. Elle enchaîne avec deux victoires contre Caroline Garcia, numéro quatre mondiale (7-6, 6-4) et l'ancienne numéro une Karolína Plíšková (6-3, 7-5) pour atteindre les portes de la finale. Elle est stoppée à ce stade par la Biélorusse Aryna Sabalenka, cinquième mondiale (6-7, 2-6).
Elle atteint sa première finale de la saison fin septembre à Guangzhou où tête de série numéro une, elle renverse la Britannique Jodie Burrage (6-7, 6-0, 6-2), puis se défait de Daria Saville (6-0, 7-6) et Rebeka Masarova (7-5, 7-6) ainsi que de Yulia Putintseva (6-2, 6-3). Elle affronte en finale la jeune locale Wang Xinyu qui la surclasse (0-6, 2-6).
Elle joue en 2024 sa première finale sur terre en carrière à Rouen. Elle sort pour cela la Française invitée Elsa Jacquemot (7-5, 6-1), la qualifiée Serbe Natalija Stevanovic (6-2, 6-1), la Néerlandais Arantxa Rus (7-6, 6-1) et l'Ukrainienne Anhelina Kalinina en demi-finale (6-1, 4-6, 6-2). Elle s'incline en finale malgré le gain de la deuxième manche contre l'ancienne numéro trois Sloane Stephens (1-6, 6-2, 2-6).
Trois mois plus tard, elle retourne en finale d'un tournoi sur terre à Prague. Ecartant d'abord de manière aisée la qualifiée Mona Barthel (7-6, 6-4) et l'Espagnole Rebeka Masarova (6-3, 6-4), elle renverse Viktoriya Tomova (4-6, 6-3, 6-2) en quarts et surtout la jeune tête de série numéro une Linda Nosková en demi-finale (6-3, 3-6, 7-6). Elle parvient cependant à remporter le titre, son troisième en carrière, le premier sur terre et le premier depuis quatre ans en écrasant sa compatriote Magdalena Fręch (6-2, 6-1) dans ce qui constitue la première finale entre Polonaises de l'histoire de la WTA.
Elle atteint son premier quart de finale en WTA 1000 à Wuhan début octobre, s'offrant deux Russes, Liudmila Samsonova (6-2, 6-2) et Daria Kasatkina, onzième joueuse mondiale (6-2, 6-3) et profitant également de l'abandon de l'Ukrainienne Lesia Tsurenko (5-2 ab.). Elle se fait éliminer sèchement à ce stade par la jeune Coco Gauff (0-6, 4-6), vainqueur quelques jours plus tôt du tournoi de Pékin.
Elle parvient pour la deuxième fois en quarts d'un WTA 1000 en 2025 à Miami, où elle sort en n'étant pas tête de série sur le même score les Russes Anastasia Pavlyuchenkova et Ekaterina Alexandrova (7-6, 6-2), cette dernière ayant été demi-finaliste l'année passée. Après un match accroché contre la jeune Tchèque Linda Fruhvirtová qualifiée (7-5, 6-4), elle se débarrasse de la numéro trois mondiale Coco Gauff, tenante du titre du Masters de fin d'année (6-4, 6-4). Elle est sortie en quarts par l'Italienne Jasmine Paolini, finaliste des tournois de Roland Garros et Wimbledon l'année passée (3-6, 2-6).

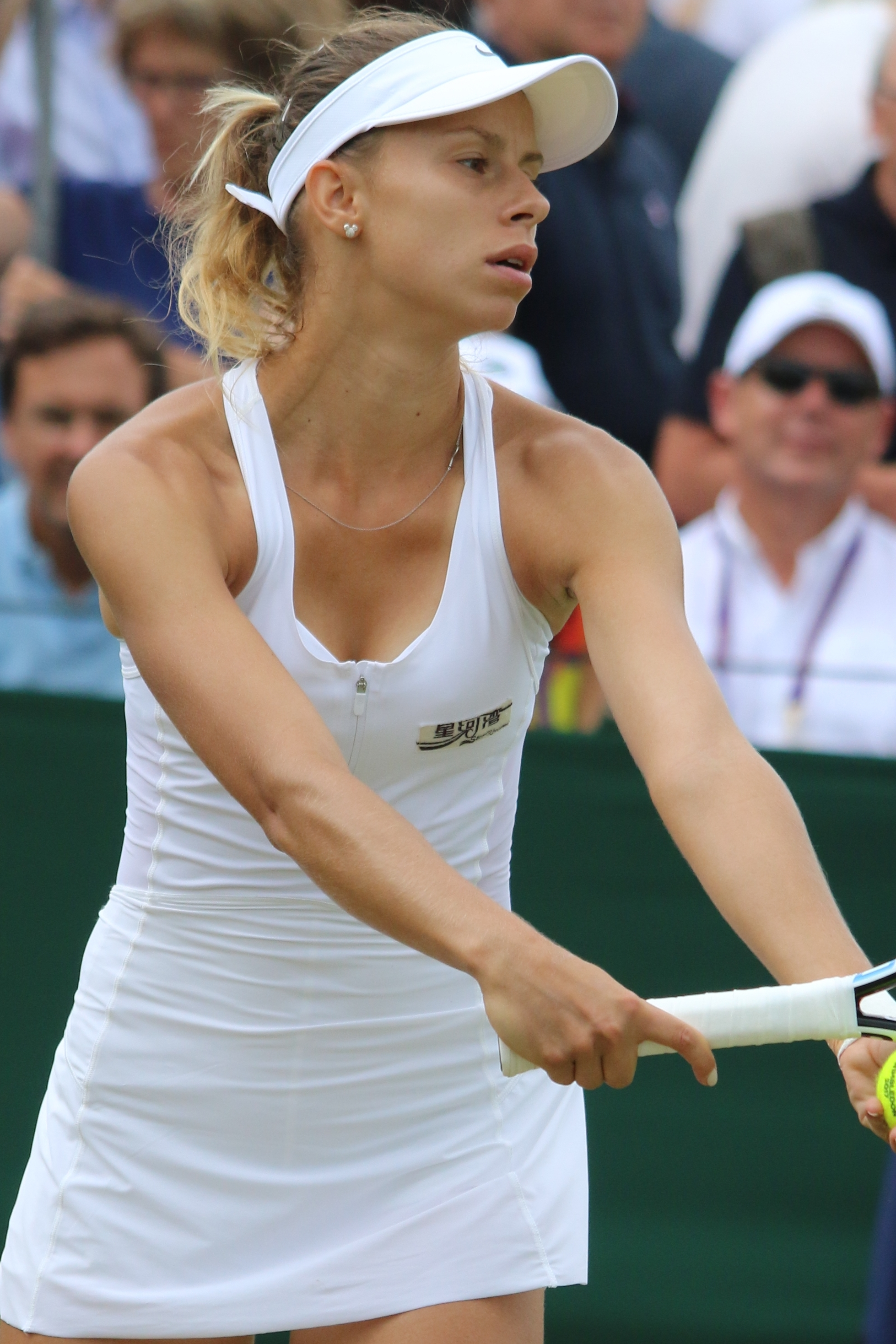
Magda Linette au tournoi de Wimbledon en 2017

## Palmarès

### Titres en simple dames
| No | Date       | Nom et lieu du tournoi   | Catégorie | Dotation  | Surface      | Finaliste       | Score         |          |
| -- | ---------- | ------------------------ | --------- | --------- | ------------ | --------------- | ------------- | -------- |
| 1  | 19-08-2019 | Bronx Open, New York     | Intern'l  | 226 750 $ | Dur (ext.)   | Camila Giorgi   | 5-7, 7-5, 6-4 | Parcours |
| 2  | 10-02-2020 | Thailand Open, Hua Hin   | Intern'l  | 251 750 $ | Dur (ext.)   | Leonie Küng     | 6-3, 6-2      | Parcours |
| 3  | 21-07-2024 | Prague Open 2024, Prague | WTA 250   | 267 082 $ | Terre (ext.) | Magdalena Fręch | 6-2, 6-1      | Parcours |

### Finales en simple dames
| No | Date       | Nom et lieu du tournoi                         | Catégorie | Dotation  | Surface      | Vainqueure        | Score         |          |
| -- | ---------- | ---------------------------------------------- | --------- | --------- | ------------ | ----------------- | ------------- | -------- |
| 1  | 14-09-2015 | Japan Women's Open, Tokyo                      | Intern'l  | 250 000 $ | Dur (ext.)   | Yanina Wickmayer  | 4-6, 6-3, 6-3 | Parcours |
| 2  | 16-09-2019 | Korea Open, Séoul                              | Intern'l  | 226 750 $ | Dur (ext.)   | Karolína Muchová  | 6-1, 6-1      | Parcours |
| 3  | 12-09-2022 | Chennai Open, Chennai                          | WTA 250   | 251 750 $ | Dur (ext.)   | Linda Fruhvirtová | 4-6, 6-3, 6-4 | Parcours |
| 4  | 18-09-2023 | Galaxy Holding Group Guangzhou Open, Guangzhou | WTA 250   | 259 303 $ | Dur (ext.)   | Wang Xiyu         | 6-0, 6-2      | Parcours |
| 5  | 15-04-2024 | Open de Rouen Capfinances, Rouen               | WTA 250   | 267 082 $ | Terre (int.) | Sloane Stephens   | 6-1, 2-6, 6-2 | Parcours |

### Titres en double dames
| No | Date       | Nom et lieu du tournoi                       | Catégorie | Dotation  | Surface      | Partenaire        | Finalistes                         | Score            |          |
| -- | ---------- | -------------------------------------------- | --------- | --------- | ------------ | ----------------- | ---------------------------------- | ---------------- | -------- |
| 1  | 04-04-2022 | Charleston Open Charleston                   | WTA 500   | 888 636 $ | Terre (ext.) | Andreja Klepač    | Lucie Hradecká Sania Mirza         | 6-2, 4-6, [10-7] | Parcours |
| 2  | 19-06-2022 | Rothesay International Eastbourne Eastbourne | WTA 500   | 757 900 $ | Gazon (ext.) | Aleksandra Krunić | Lyudmyla Kichenok Jeļena Ostapenko | forfait          | Parcours |

### Finales en double dames
| No | Date       | Nom et lieu du tournoi               | Catégorie | Dotation  | Surface      | Vainqueures                         | Partenaire           | Score             |          |
| -- | ---------- | ------------------------------------ | --------- | --------- | ------------ | ----------------------------------- | -------------------- | ----------------- | -------- |
| 1  | 15-09-2014 | International Women's Open Guangzhou | Intern'l  | 500 000 $ | Dur (ext.)   | Chuang Chia-Jung Liang Chen         | Alizé Cornet         | 2-6, 7-63, [10-7] | Parcours |
| 2  | 10-10-2016 | Tianjin Open Tianjin                 | Intern'l  | 500 000 $ | Dur (ext.)   | Christina McHale Peng Shuai         | Xu Yifan             | 7-68, 6-0         | Parcours |
| 3  | 10-04-2017 | Claro Open Colsanitas Bogota         | Intern'l  | 250 000 $ | Terre (ext.) | Beatriz Haddad Maia Nadia Podoroska | Verónica Cepede Royg | 6-3, 7-64         | Parcours |

### Titre en simple en WTA 125
| No | Date       | Nom et lieu du tournoi             | Catégorie | Dotation  | Surface    | Finaliste  | Score         |          |
| -- | ---------- | ---------------------------------- | --------- | --------- | ---------- | ---------- | ------------- | -------- |
| 1  | 27-10-2014 | International Women's Open, Ningbo | WTA 125   | 125 000 $ | Dur (ext.) | Wang Qiang | 3-6, 7-5, 6-1 | Parcours |

### Finales en simple en WTA 125
| No | Date       | Nom et lieu du tournoi   | Catégorie | Dotation  | Surface      | Vainqueure             | Score          |          |
| -- | ---------- | ------------------------ | --------- | --------- | ------------ | ---------------------- | -------------- | -------- |
| 1  | 05-06-2018 | Croatia Bol Open, Bol    | WTA 125   | 115 000 $ | Terre (ext.) | Tamara Zidanšek        | 6-1, 6-3       | Parcours |
| 2  | 24-10-2022 | Abierto Tampico, Tampico | WTA 125   | 115 000 $ | Dur (ext.)   | Elisabetta Cocciaretto | 7-65, 4-6, 6-1 | Parcours |

## Parcours en Grand Chelem

### En simple dames
| Année | Open d'Australie | Open d'Australie    | Internationaux de France | Internationaux de France | Wimbledon       | Wimbledon         | US Open         | US Open             |
| ----- | ---------------- | ------------------- | ------------------------ | ------------------------ | --------------- | ----------------- | --------------- | ------------------- |
| 2011  | —                | —                   | Q2                       | Mandy Minella            | Q1              | Galina Voskoboeva | Q1              | Valeria Savinykh    |
|       |                  |                     |                          |                          |                 |                   |                 |                     |
| 2013  | —                | —                   | —                        | —                        | Q1              | Claire Feuerstein | Q1              | Çağla Büyükakçay    |
| 2014  | Q2               | Lucie Hradecká      | Q1                       | Ksenia Pervak            | Q1              | Lyudmyla Kichenok | Q1              | Richèl Hogenkamp    |
| 2015  | Q1               | Sesil Karatantcheva | 1er tour (1/64)          | Flavia Pennetta          | 1er tour (1/64) | Kurumi Nara       | 2e tour (1/32)  | Agnieszka Radwańska |
| 2016  | 1er tour (1/64)  | Mónica Puig         | 1er tour (1/64)          | Johanna Larsson          | 1er tour (1/64) | Samantha Stosur   | 1er tour (1/64) | Dominika Cibulková  |
| 2017  | 1er tour (1/64)  | Mandy Minella       | 3e tour (1/16)           | Elina Svitolina          | 1er tour (1/64) | B. Mattek-Sands   | 1er tour (1/64) | Karolína Plíšková   |
| 2018  | 3e tour (1/16)   | Denisa Allertová    | 1er tour (1/64)          | Zarina Diyas             | 1er tour (1/64) | Yulia Putintseva  | 1er tour (1/64) | Serena Williams     |
| 2019  | 1er tour (1/64)  | Naomi Osaka         | 2e tour (1/32)           | Simona Halep             | 3e tour (1/16)  | Petra Kvitová     | 2e tour (1/32)  | Naomi Osaka         |
| 2020  | 1er tour (1/64)  | Arantxa Rus         | 1er tour (1/64)          | Leylah Fernandez         | Annulé          | Annulé            | 3e tour (1/16)  | Anett Kontaveit     |
| 2021  | —                | —                   | 3e tour (1/16)           | Ons Jabeur               | 3e tour (1/16)  | Paula Badosa      | 1er tour (1/64) | Coco Gauff          |
| 2022  | 2e tour (1/32)   | Daria Kasatkina     | 2e tour (1/32)           | Martina Trevisan         | 2e tour (1/32)  | Angelique Kerber  | 1er tour (1/64) | Karolína Plíšková   |
| 2023  | 1/2 finale       | Aryna Sabalenka     | 1er tour (1/64)          | Leylah Fernandez         | 3e tour (1/16)  | Belinda Bencic    | 2e tour (1/32)  | Jennifer Brady      |
| 2024  | 1er tour (1/64)  | Caroline Wozniacki  | 1er tour (1/64)          | Ludmilla Samsonova       | 1er tour (1/64) | Elina Svitolina   | 1er tour (1/64) | Iva Jovic           |
| 2025  | 1er tour (1/64)  | Moyuka Uchijima     | 1er tour (1/64)          | Clara Tauson             | 1er tour (1/64) | Elsa Jacquemot    |                 |                     |

N.B. : à droite du résultat se trouve le nom de l'ultime adversaire.

### En double dames
| Année | Open d'Australie                                                                    | Open d'Australie                                                                       | Internationaux de France                                                           | Internationaux de France                                                              | Wimbledon                                                                             | Wimbledon | US Open | US Open |
| ----- | ----------------------------------------------------------------------------------- | -------------------------------------------------------------------------------------- | ---------------------------------------------------------------------------------- | ------------------------------------------------------------------------------------- | ------------------------------------------------------------------------------------- | --------- | ------- | ------- |
| 2015  | —                                                                                   | —                                                                                      | 2e tour (1/16) A. Cornet \|\| style="text-align:left;" \| C. Dellacqua Y. Shvedova | 1er tour (1/32) M. Minella \|\| style="text-align:left;" \| T. Babos K. Mladenovic    | 1er tour (1/32) A. Cornet \|\| style="text-align:left;" \| L. Arruabarrena A. Klepač  |           |         |         |
| 2016  | 1er tour (1/32) A. Cornet \|\| style="text-align:left;" \| K. Bondarenko O. Savchuk | 2e tour (1/16) A. Cornet \|\| style="text-align:left;" \| M. Brengle T. Maria          | —                                                                                  | —                                                                                     | 1er tour (1/32) Wang Q. \|\| style="text-align:left;" \| E. Hozumi M. Kato            |           |         |         |
| 2017  | 2e tour (1/16) A. Cornet \|\| style="text-align:left;" \| E. Hozumi M. Kato         | 2e tour (1/16) A. Konjuh \|\| style="text-align:left;" \| L. Hradecká K. Siniaková     | 1er tour (1/32) M. Sanchez \|\| style="text-align:left;" \| N. Kichenok O. Savchuk | —                                                                                     | —                                                                                     |           |         |         |
| 2018  | 2e tour (1/16) Z. Diyas \|\| style="text-align:left;" \| B. Krejčíková K. Siniaková | 1er tour (1/32) N. Broady \|\| style="text-align:left;" \| D. Jakupović I. Khromacheva | —                                                                                  | —                                                                                     | 1/8 de finale A. Tomljanović \|\| style="text-align:left;" \| L. Hradecká E. Makarova |           |         |         |
| 2019  | 1er tour (1/32) A. Tomljanović \|\| style="text-align:left;" \| A. Cornet P. Martić | —                                                                                      | —                                                                                  | 1er tour (1/32) I. Bara \|\| style="text-align:left;" \| N. Melichar K. Peschke       | 2e tour (1/16) I. Świątek \|\| style="text-align:left;" \| Hsieh S.-w. B. Strýcová    |           |         |         |
| 2020  | 1er tour (1/32) K. Kozlova \|\| style="text-align:left;" \| D. Collins A. Rosolska  | —                                                                                      | —                                                                                  | Annulé                                                                                | Annulé                                                                                | —         | —       |         |
| 2021  | —                                                                                   | —                                                                                      | 1/2 finale B. Pera \|\| style="text-align:left;" \| B. Krejčíková K. Siniaková     | 1er tour (1/32) A. Rosolska \|\| style="text-align:left;" \| L. Kichenok M. Ninomiya  | 2e tour (1/16) B. Pera \|\| style="text-align:left;" \| M. Niculescu E.G. Ruse        |           |         |         |
| 2022  | 3e tour (1/8) B. Pera \|\| style="text-align:left;" \| R. Peterson A. Potapova      | 1er tour (1/32) B. Pera \|\| style="text-align:left;" \| M. Kostyuk E.G. Ruse          | 1er tour (1/32) B. Pera \|\| style="text-align:left;" \| A. Cornet D. Parry        | 1er tour (1/32) A. Krunić \|\| style="text-align:left;" \| A. Danilina B. Haddad Maia |                                                                                       |           |         |         |
| 2023  | 1er tour (1/32) Wang X. \|\| style="text-align:left;" \| S. Aoyama E. Shibahara     | —                                                                                      | —                                                                                  | 2e tour (1/16) B. Pera \|\| style="text-align:left;" \| N. Bains M. Lumsden           | 1/4 de finale B. Pera \|\| style="text-align:left;" \| J. Brady L. Stefani            |           |         |         |
| 2024  | —                                                                                   | —                                                                                      | 2e tour (1/16) B. Pera \|\| style="text-align:left;" \| S. Errani J. Paolini       | 2e tour (1/16) P. Stearns \|\| style="text-align:left;" \| T. Mihalíková O. Nicholls  | 2e tour (1/16) P. Stearns \|\| style="text-align:left;" \| K. Mladenovic Zhang S.     |           |         |         |
| 2025  | 1er tour (1/32) G. Olmos \|\| style="text-align:left;" \| L. Bronzetti A. Kalinina  | 1er tour (1/32) B. Pera \|\| style="text-align:left;" \| A. Danilina A. Krunić         | 2e tour (1/16) B. Pera \|\| style="text-align:left;" \| L. Kichenok E. Perez       |                                                                                       |                                                                                       |           |         |         |

N.B. : le nom de la partenaire se trouve sous le résultat ; les noms des ultimes adversaires se trouvent à droite.

## Parcours en «Premier» et WTA 1000
Les tournois WTA « Premier Mandatory » et « Premier 5 » (entre 2009 et 2020) et WTA 1000 (à partir de 2021) constituent les catégories d'épreuves les plus prestigieuses, après les quatre levées du Grand Chelem. 

De 2009 à 2023, les tournois Premier Mandatory (dits tournois WTA 1000 obligatoires entre 2021 et 2023) regroupent Indian Wells, Miami, Madrid et Pékin, les autres constituant les tournois Premier 5 (tournois WTA 1000 non-obligatoires). À partir de 2024, le nombre de tournois WTA 1000 passe à 10 par saison (fin de l’alternance Doha / Dubaï), ces derniers devenant tous obligatoires et offrant tous 1000 points à la vainqueure (contre 900 points précédemment pour les tournois Premier 5).

### En simple dames
| Année |       |                              |                               |                              |                                |                             |                               |                              |                              |                             |  |                           |
| Doha  | Dubaï | Indian Wells                 | Miami                         | Madrid                       | Rome                           | Canada                      | Cincinnati                    | Pékin                        |                              | Wuhan                       |  |                           |
| Doha  | Dubaï | Indian Wells                 | Miami                         | Madrid                       | Rome                           | Canada                      | Cincinnati                    | Pékin                        | Guadalajara                  |                             |  |                           |
| Doha  | Dubaï | Indian Wells                 | Miami                         | Madrid                       | Rome                           | Canada                      | Cincinnati                    | Pékin                        |                              |                             |  |                           |
| 2016  |       |                              | WTA 500                       |                              | 3e tour (1/16) V. Azarenka     |                             |                               | 1er tour (1/32) P. Kvitová   |                              |                             |  |                           |
| 2017  |       | WTA 500                      |                               | 2e tour (1/32) C. Wozniacki  | 1er tour (1/64) A. Tomljanović |                             |                               |                              | 1er tour (1/16) F. Abanda    | 1er tour (1/32) E. Vesnina  |  | 3e tour (1/8) G. Muguruza |
| 2018  |       |                              | WTA 500                       | 1er tour (1/64) A. Sasnovich | 1er tour (1/64) A. Riske       |                             |                               |                              |                              |                             |  |                           |
| 2019  |       | WTA 500                      |                               | 2e tour (1/32) K. Bertens    |                                |                             |                               |                              |                              | 1er tour (1/32) S. Stephens |  |                           |
| 2020  |       | 1er tour (1/32) K. Muchová   | WTA 500                       | Annulé                       | Annulé                         | Annulé                      | 2e tour (1/16) E. Mertens     | Annulé                       | 1er tour (1/32) V. Zvonareva | Annulé                      |  | Annulé                    |
| 2021  |       | WTA 500                      |                               | 2e tour (1/32) V. Azarenka   | 2e tour (1/32) J. Konta        | 1er tour (1/32) Zheng S.    | 1er tour (1/32) P. Kvitová    | 1er tour (1/32) N. Podoroska | 1er tour (1/32) S. Halep     | Annulé                      |  | Annulé                    |
| 2022  |       | 2e tour (1/16) B. Krejčíková | WTA 500                       | 1er tour (1/64) A. Sharma    | 2e tour (1/32) O. Jabeur       |                             |                               |                              |                              | Hors calendrier             |  | 1er tour (1/32) M. Keys   |
| 2023  |       | WTA 500                      |                               | 2e tour (1/32) E. Raducanu   | 4e tour (1/8) J. Pegula        | 3e tour (1/16) M. Andreeva  | 3e tour (1/16) B. Haddad Maia | 1er tour (1/32) V. Azarenka  | 1er tour (1/32) A. Li        | 3e tour (1/16) I. Świątek   |  |                           |
| 2024  |       | 2e tour (1/16) Zheng Q.      | 1er tour (1/32) N. Hibino     | 1er tour (1/64) T. Townsend  | 1er tour (1/64) L. Tsurenko    | 2e tour (1/32) A. Sabalenka | 2e tour (1/32) V. Azarenka    | 2e tour (1/16) E. Navarro    | 2e tour (1/16) L. Samsonova  | 4e tour (1/8) M. Andreeva   |  | 1/4 de finale C. Gauff    |
| 2025  |       | 3e tour (1/8) M. Kostyuk     | 1er tour (1/32) D. Yastremska | 2e tour (1/32) J. Pegula     | 1/4 de finale J. Paolini       | 2e tour (1/32) M. Sákkari   | 3e tour (1/16) C. Gauff       | 2e tour (1/32) A. Sevastova  | 4e tour (1/8) V. Kudermetova |                             |  |                           |

Sous le résultat, l’ultime adversaire.
1. 1 2   Les tournois de Doha et Dubaï alternent le statut de tournoi WTA 1000 (ex Premier 5) entre 2009 et 2023 : les trois premières éditions ont lieu à Dubaï, les trois suivantes à Doha, puis Dubaï accueille le tournoi de cette catégorie les années impaires et Dubaï les années paires. De 2011 à 2023, la ville qui n’accueille pas de WTA 1000 organise à la place un tournoi WTA 500 (ex Premier).
2. 1 2 3 4 5 6 7   L’ordre de déroulement des tournois a évolué depuis 2009 : Rome se dispute avant Madrid et Cincinnati avant Montréal/Toronto jusqu’en 2010, tandis que Tokyo (2009-2013)-Wuhan (2014-2019, 2024-)-Guadalajara (2022-2023) ont lieu avant Pékin jusqu’en 2023.
3. 1 2 3 4 5 6 7 8  Du fait de la pandémie de Covid-19, les tournois d’Indian Wells, de Miami, de Madrid, du Canada, de Wuhan et de Pékin sont annulés en 2020. Ces deux derniers le sont également en 2021. Pour des raisons d’organisation, le tournoi de Cincinnati 2020 a exceptionnellement lieu à Flushing Meadows à New York.
4. ↑  Le 1er décembre 2021, le président de la WTA, Steve Simon, annonce que tous les tournois prévus en Chine et à Hong Kong sont suspendus à partir de 2022, en raison de préoccupations concernant la sécurité et le bien-être de la joueuse de tennis chinoise Peng Shuai après ses allégations de relations sexuelles non-consenties avec Zhang Gaoli, membre de haut rang du Parti communiste chinois. Le tournoi de Pékin revient en 2023. Le tournoi de Guadalajara remplace celui de Wuhan pendant deux ans, ce dernier réapparaissant en 2024.

## Parcours aux Jeux olympiques

### En simple dames
| # | Date       | Nom de l'olympiade                  | Surface             | Résultat        | Ultime adversaire        | Score    |          |
| - | ---------- | ----------------------------------- | ------------------- | --------------- | ------------------------ | -------- | -------- |
| 1 | 06/08/2016 | Olympic Tennis Event Rio de Janeiro | Dur (ext.)          | 1er tour (1/32) | Anastasia Pavlyuchenkova | 6-0, 6-3 | Parcours |
| 2 | 31/07/2021 | Olympic Tennis Event Tokyo          | Dur (ext.)          | 1er tour (1/32) | Aryna Sabalenka          | 6-2, 6-1 | Parcours |
| 3 | 27/07/2024 | Olympic Tennis Event Paris          | Terre battue (ext.) | 2e tour (1/16)  | Jasmine Paolini          | 6-4, 6-1 | Parcours |

### En double dames
| # | Date       | Nom de l'olympiade         | Surface             | Résultat        | Partenaire      | Ultimes adversaires                  | Score    |          |
| - | ---------- | -------------------------- | ------------------- | --------------- | --------------- | ------------------------------------ | -------- | -------- |
| 1 | 31/07/2021 | Olympic Tennis Event Tokyo | Dur (ext.)          | 1/4 de finale   | Alicja Rosolska | Bethanie Mattek-Sands Jessica Pegula | 6-1, 6-3 | Parcours |
| 2 | 27/07/2024 | Olympic Tennis Event Paris | Terre battue (ext.) | 1er tour (1/16) | Alicja Rosolska | Marta Kostyuk Dayana Yastremska      | 6-4, 6-1 | Parcours |

## Parcours en Fed Cup
| #                                                                  | Date       | Lieu        | Surface    | Gagnante(s)     | Perdante(s)   | Score    |          |
| ------------------------------------------------------------------ | ---------- | ----------- | ---------- | --------------- | ------------- | -------- | -------- |
|                                                                    |            |             |            |                 |               |          |          |
| 2016 - 1er tour (groupe mondial II) - États-Unis - Pologne - 4 : 0 |            |             |            |                 |               |          |          |
| 1                                                                  | 06/02/2016 | Kailua-Kona | Dur (ext.) | Sloane Stephens | Magda Linette | 6-2, 6-4 | Parcours |
| 1                                                                  | 06/02/2016 | Kailua-Kona | Dur (ext.) | Venus Williams  | Magda Linette | 6-1, 6-2 | Parcours |

## Records et statistiques

### Victoires sur le top 10
Toutes ses victoires sur des joueuses classées dans le top 10 de la WTA lors de la rencontre.
| Légende      |
| Grand Chelem |
| WTA 1000     |
| WTA 500      |
| WTA 250      |
| Fed Cup      |

| # | Rang  |  | Tournoi          | Année | Surface      |  | Adversaire      | Rang | Tour | Score          | Tableau |
| - | ----- |  | ---------------- | ----- | ------------ |  | --------------- | ---- | ---- | -------------- | ------- |
| 1 | no 45 |  | Roland Garros    | 2021  | Terre battue |  | Ashleigh Barty  | no 1 | 1/32 | 6-1, 2-2 ab.   | Tableau |
| 2 | no 44 |  | Wimbledon        | 2021  | Gazon        |  | Elina Svitolina | no 5 | 1/32 | 6-3, 6-4       | Tableau |
| 3 | no 52 |  | Roland Garros    | 2022  | Terre battue |  | Ons Jabeur      | no 6 | 1/64 | 3-6, 7-64, 7-5 | Tableau |
| 4 | no 45 |  | Open d'Australie | 2023  | Dur          |  | Caroline Garcia | no 4 | 1/8  | 7-63, 6-4      | Tableau |
| 5 | no 45 |  | Pékin            | 2024  | Dur          |  | Jasmine Paolini | no 5 | 1/16 | 6-4, 6-0       | Tableau |
| 6 | no 34 |  | Miami            | 2025  | Dur          |  | Coco Gauff      | no 3 | 1/8  | 6-4, 6-4       | Tableau |
| 7 | no 40 |  | Cincinnati       | 2025  | Dur          |  | Jessica Pegula  | no 4 | 1/16 | 7-65, 3-6, 6-3 | Tableau |

## Classements WTA en fin de saison
| Année          | 2009 | 2010 | 2011 | 2012 | 2013 | 2014 | 2015 | 2016 | 2017 | 2018 | 2019 | 2020 | 2021 | 2022 | 2023 | 2024 |
| Rang en simple | 1008 | 194  | 248  | 296  | 148  | 117  | 89   | 94   | 71   | 83   | 42   | 40   | 57   | 49   | 24   | 38   |
| Rang en double | –    | 676  | 221  | 198  | 119  | 155  | 116  | 196  | 139  | 136  | 411  | 161  | 56   | 45   | 42   | 75   |

Source : (en) Classements de Magda Linette sur le site officiel de la Fédération internationale de tennis